# اسنلویل (جورجیا)
اسنلویل، جورجیا (به انگلیسی: Snellville, Georgia) یک شهر در ایالات متحده آمریکا با جمعیت ۱۸٬۲۴۲ نفر است که در جورجیا واقع شده‌است.

## موقعیت جغرافیایی
موقعیت جغرافیایی شهرها و مناطق اطراف به شرح زیر است:

## نگارخانه

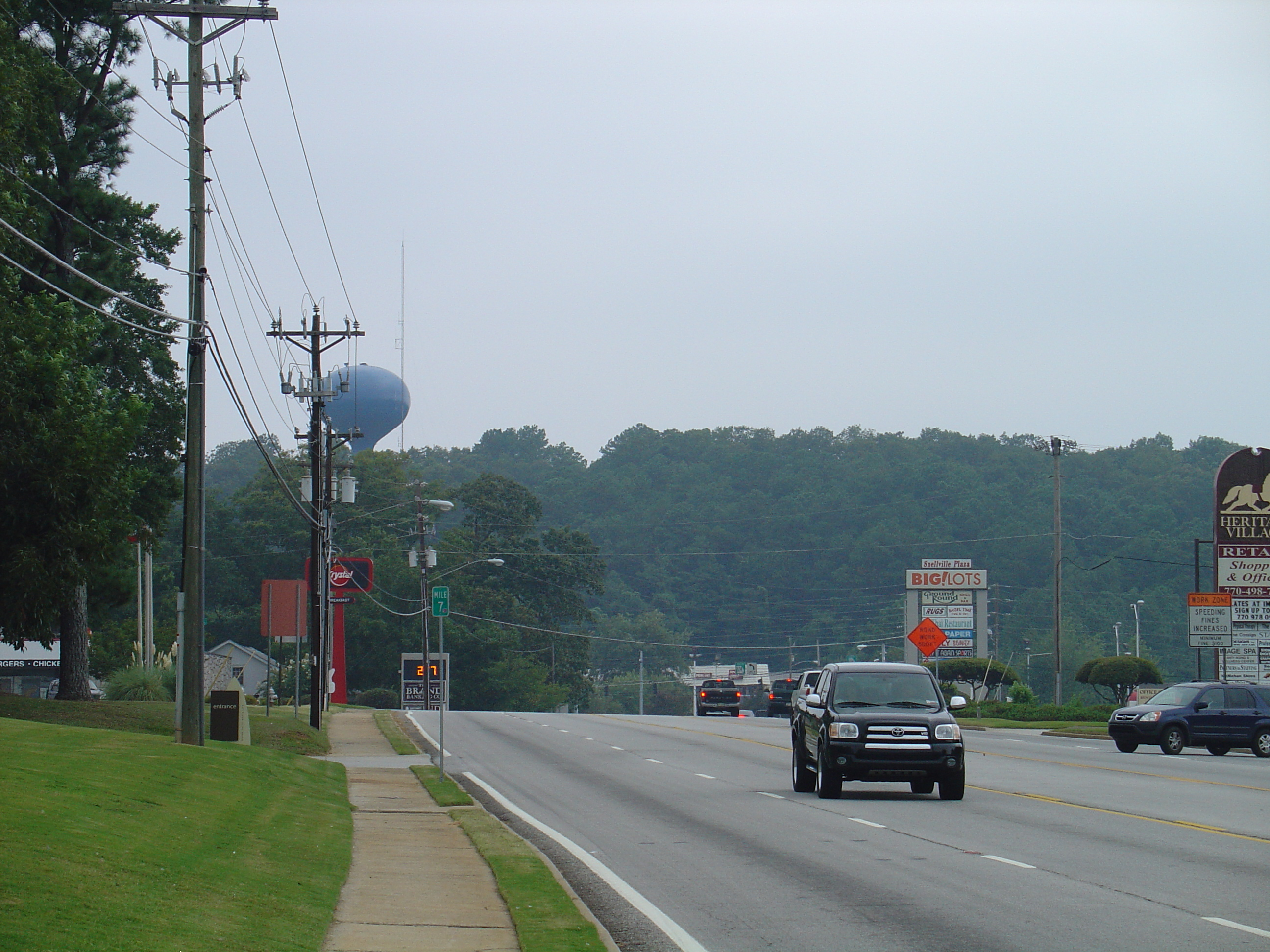
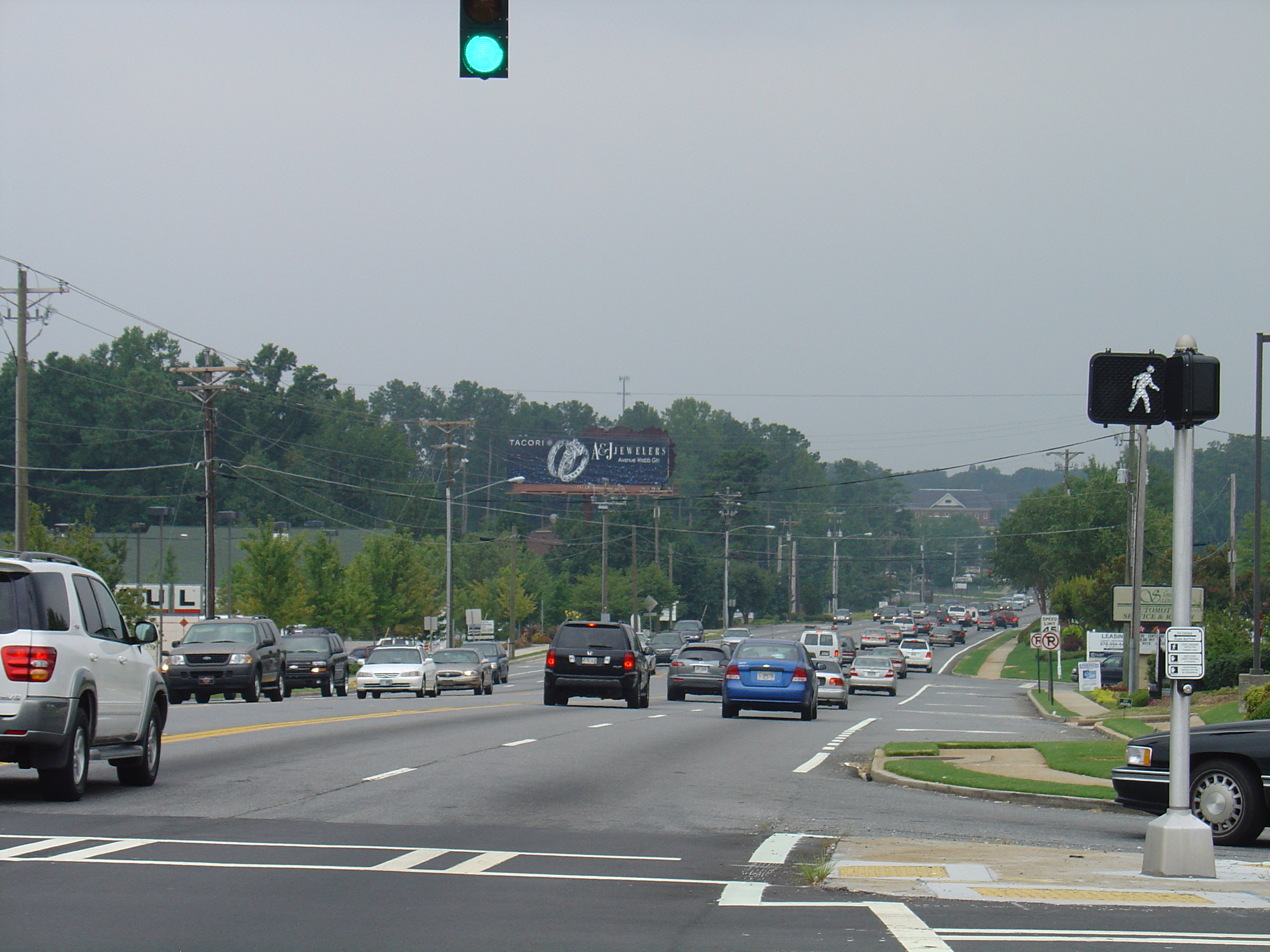
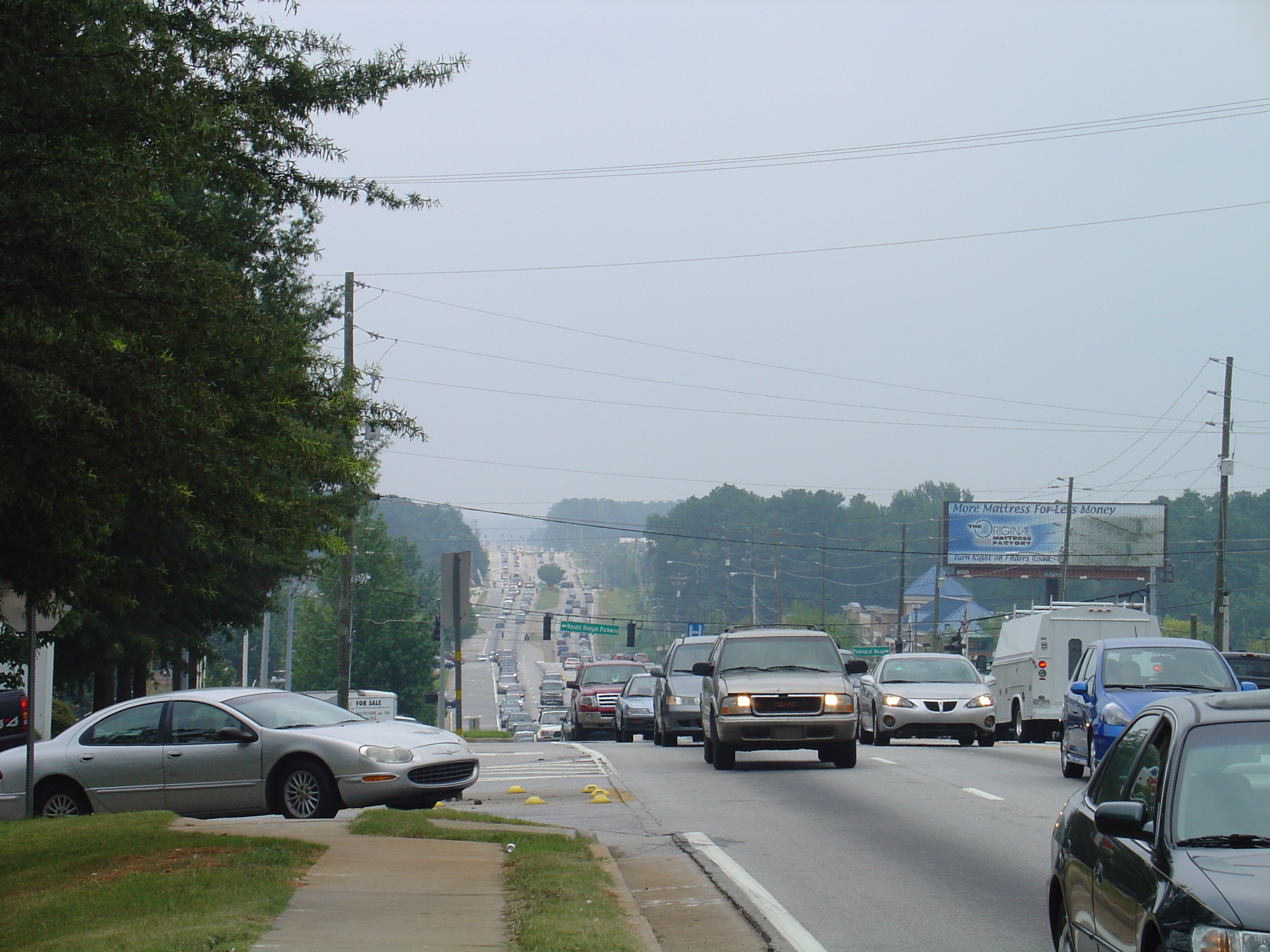